# Квинт Фабий Постумин
Квинт Фабий Постумин (на латински: Quintus Fabius Postuminus) e римски сенатор.

## Биография
През 96 г. Квинт Постумин е суфектконсул. От 102 до 104 г. e легат на провинция Долна Мизия (Moesiae Inferioris), от 111/112 г. e проконсул на провинция Азия. През 113 и 117 e управител на Рим.